# Grad Dornic
Das Grad Dornic (Einheitenzeichen: °D), benannt nach dem französischen Agraringenieur Pierre Dornic, ist eine gebräuchliche dimensionslose Maßeinheit in Frankreich und den Niederlanden zur Bestimmung des Säuregrades von Milch, ähnlich der Soxhlet-Henkel-Zahl (°SH).
Das Grad Dornic ist definiert als das Volumen an 1/9-molarer Natronlauge, das benötigt wird, um bei einer 100-ml-Probe einen Farbumschlag des pH-Indikators Phenolphthalein zu rosa (= basisch) zu erreichen:
{\displaystyle {\text{°D}}={\frac {V_{\text{NaOH 1/9-molar}}}{\text{100 ml Milch}}}={\frac {9}{4}}\cdot {\text{°SH}}={\frac {9}{10}}\cdot {\text{°Th}}}
Normale Milch hat einen Säuregrad von ca. 15 °D.